# Académie des Arts et Techniques du Cinéma
Die Académie des Arts et Techniques du Cinéma ist eine französische Organisation, die jährlich den Filmpreis César verleiht. Ihr derzeitiger Präsident ist der Filmproduzent Patrick Sobelman. Großes mediales Aufsehen erregte im Februar 2020, zwei Wochen vor der damaligen Verleihung der wichtigsten französischen Filmpreise, der Rücktritt des gesamten Präsidiums. Die Präsidentschaft übernahm interimsmäßig Margaret Ménégoz.

## Geschichte
Die Organisation wurde 1974 auf Initiative des Filmproduzenten Georges Cravenne gegründet.

## Präsidenten
- Robert Enrico (1976–1986)
- Jeanne Moreau (1986–1988)
- Alexandre Mnouchkine (1988–1990)
- Jean-Loup Dabadie (1990–1992)
- Daniel Toscan du Plantier (1992–2003)
- Alain Terzian (2003–2020)
- Margaret Ménégoz (Interimspräsidentin 2020)
- Véronique Cayla (2020–2024)
- Patrick Sobelman (seit Juli 2024)[4]